# Cattaraugus County
Cattaraugus County är ett administrativt område i delstaten New York, USA, med 80 317 invånare. Den administrativa huvudorten (county seat) är Little Valley.

## Geografi
Enligt United States Census Bureau har countyt en total area på 3 425 km². 3 362 km² av den arean är land och 32 km² är vatten.

### Angränsande countyn
- Erie County, New York - nord
- Wyoming County, New York - nordost
- Allegany County, New York - öst
- McKean County, Pennsylvania - sydost
- Warren County, Pennsylvania - sydväst
- Chautauqua County, New York - väst

### Kommuner
- Ashford
- Carrollton
- Conewango
- Dayton
- East Otto
- Ellicottville
- Farmersville
- Franklinville
- Freedom
- Great Valley
- Hinsdale
- Humphrey
- Ischua
- Leon
- Lyndon
- Machias
- Mansfield
- Napoli
- Otto
- Persia
- South Valley